# Landkreis Ahrweiler
Landkreis Ahrweiler är ett distrikt i Rheinland-Pfalz, Tyskland. Distriktet ligger i landskapet Eifel i norra delen av förbundslandet och gränsar bland annat till Nordrhein-Westfalen.
Sommaren 2021 var Ahrweiler ett av de värst drabbade områdena i samband med de översvämningar som drabbade delar av Västeuropa. Fler än 90 personer omkom i distriktet.